# Темиргое (станция)
Темиргое — железнодорожная станция Махачкалинского региона Северо-Кавказской железной дороги, находящаяся в селе  Темиргое Кумторкалинского района республики Дагестан.
16 августа 1919 года у станции был расстрелян деятель революционного движения в Дагестане — У. Буйнакский.

## Сообщение по станции
По состоянию на декабрь 2017 года по станции курсируют следующие поезда пригородного сообщения:
| Пригородное | Пригородное          | Пригородное | Пригородное          |
| № поезда    | Маршрут движения     | № поезда    | Маршрут движения     |
| ----------- | -------------------- | ----------- | -------------------- |
| 6605        | Махачкала — Хасавюрт | 6604        | Хасавюрт — Махачкала |

### Дальнее
По состоянию на декабрь 2017 года по станции курсируют следующие поезда дальнего следования:
| Круглогодичное обращение поездов | Круглогодичное обращение поездов | Круглогодичное обращение поездов | Круглогодичное обращение поездов |
| № поезда                         | Маршрут движения                 | № поезда                         | Маршрут движения                 |
| -------------------------------- | -------------------------------- | -------------------------------- | -------------------------------- |
| 391                              | Баку — Ростов-на-Дону            | 392                              | Ростов-на-Дону — Баку            |